# Jean Wolter
Jean Wolter (ur. 23 lutego 1926 w Dudelange, zm. 22 lutego 1980 w Esch-sur-Alzette) – luksemburski polityk i dziennikarz, parlamentarzysta krajowy i eurodeputowany, od 1979 do 1980 minister.

## Życiorys
Planował studiować prawo, jednak jego plany pokrzyżował wybuch II wojny światowej. W jej trakcie został przymusowym pracownikiem w Luftwaffe, później zesłany na roboty przymusowe na terenie okupowanej przez Niemców Polski. Pod koniec wojny wcielony do Wehrmachtu, w 1945 przez sześć tygodni był jeńcem wojennym. Po wojnie pracował jako dziennikarz, m.in. w czasopiśmie „Luxemburger Wort”.
Zaangażował się w działalność polityczną w ramach Chrześcijańsko-Społecznej Partii Ludowej, od 1974 był wiceprzewodniczącym partii. Od 1967 zasiadał w Izbie Deputowanych, od 1970 był także radnym miasta Esch-sur-Alzette. Formalnie od 16 do 18 lipca 1979 sprawował mandat posła do Parlamentu Europejskiego, należąc do Europejskiej Partii Ludowej. 16 lipca 1979 w rządzie Pierre’a Wernera objął stanowiska ministra spraw wewnętrznych i rodziny oraz ministra mieszkalnictwa i solidarności społecznej. Zmarł kilka miesięcy później w wyniku nowotworu płuc.
Jego syn Michel Wolter także został politykiem CSV. Jego imieniem nazwano jedną z ulic Esch-sur-Alzette.